# Boodschappentas

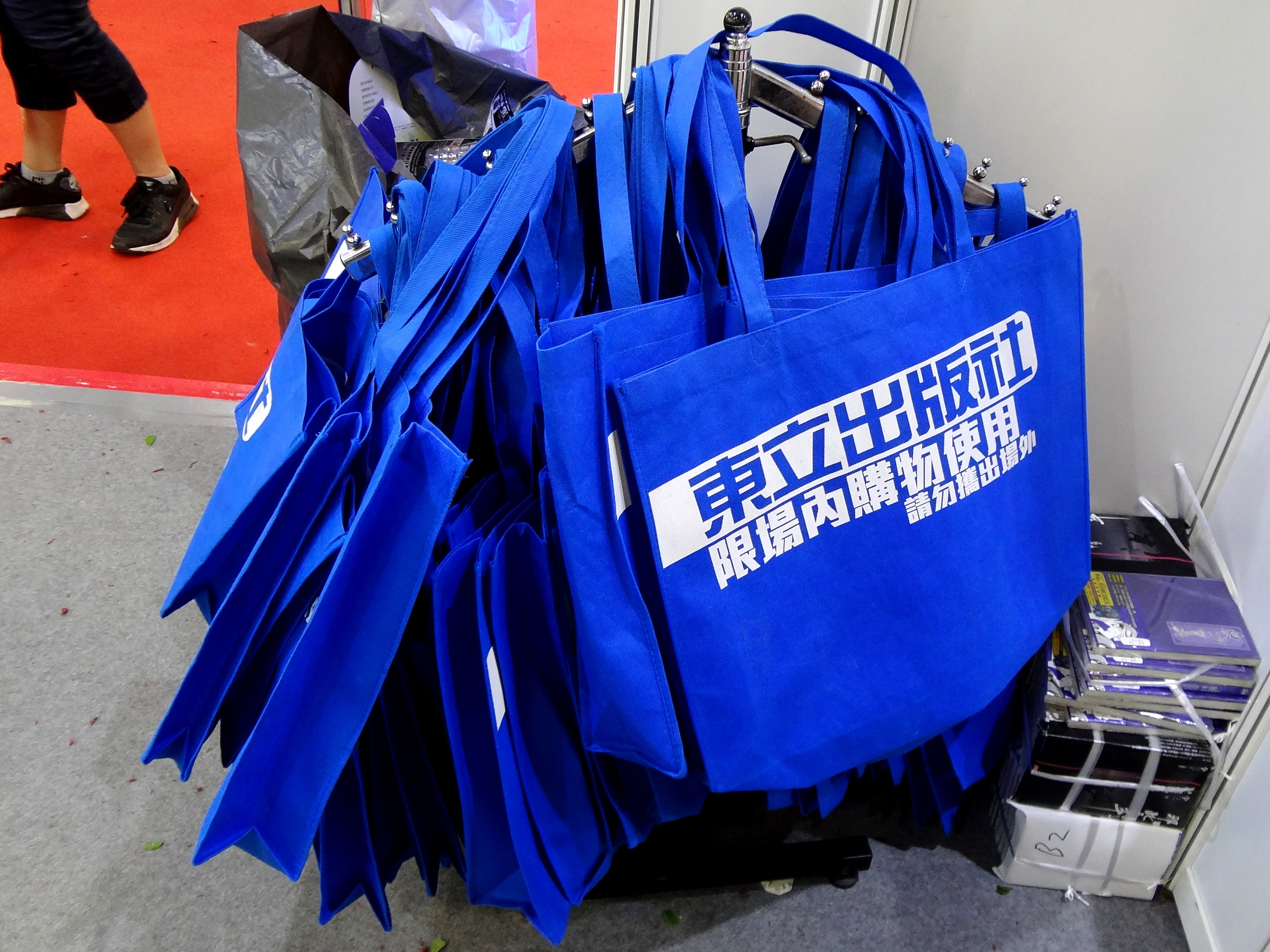
boodschappentassen

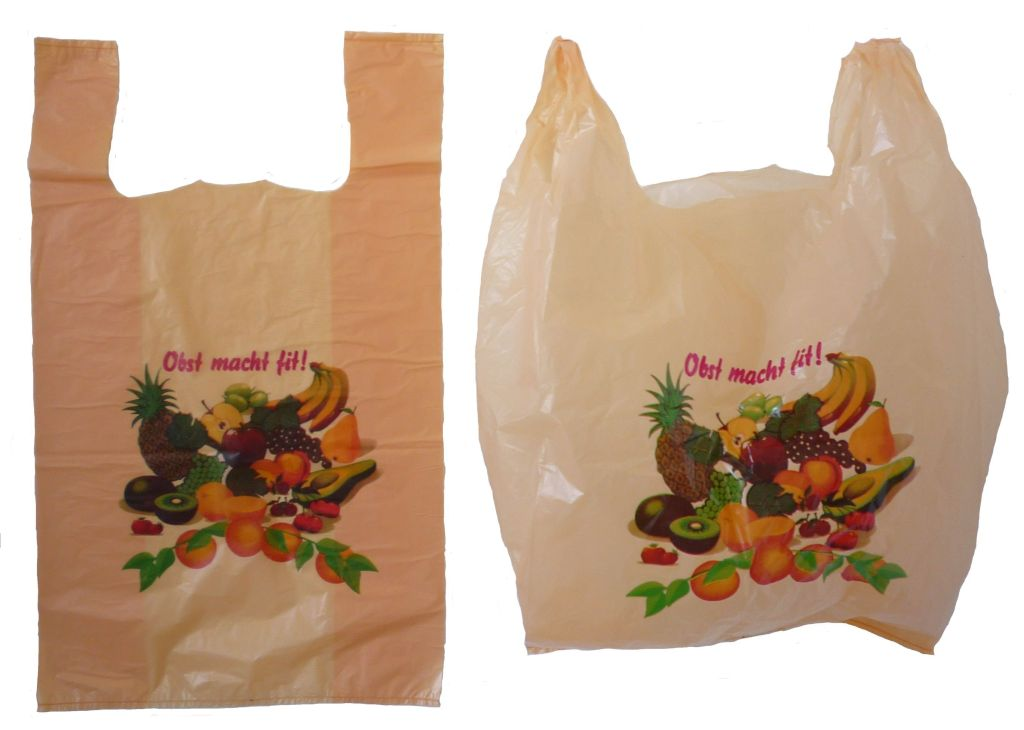
plasticzakken

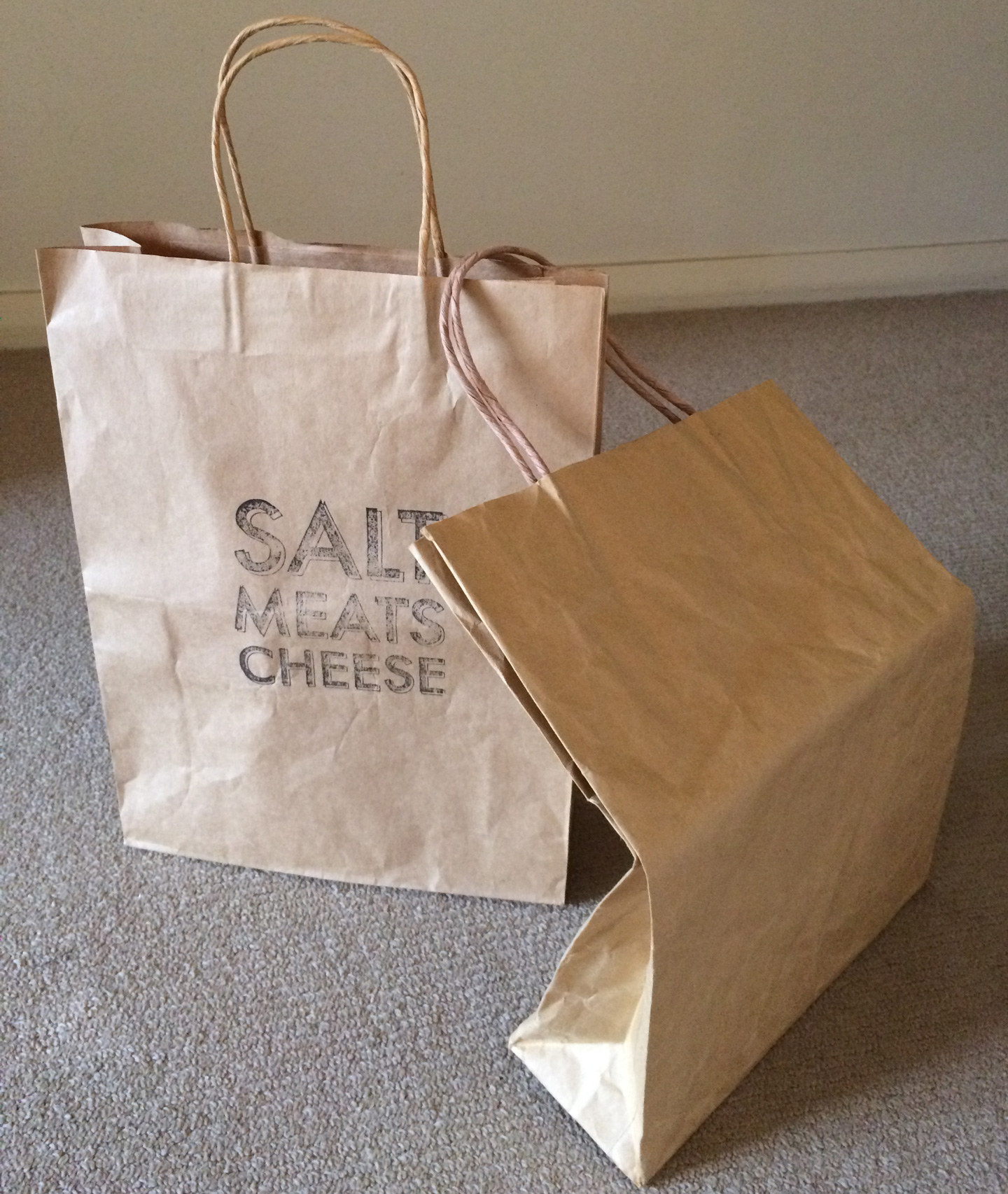
papieren tassen

Een boodschappentas is een tas voor het vervoer van boodschappen.
In de jaren vijftig en zestig van de twintigste eeuw was het in Nederland nog gewoonte een eigen tas mee te nemen naar een winkel om daarin de boodschappen mee naar huis te nemen, de boodschappentas. Sinds de verstrenging van de wetgeving op plastic draagtassen in 2016 en in Vlaanderen in 2019, is de herbruikbare eigen boodschappentas terug populair. Deze tassen worden van veel verschillende materialen gemaakt, waaronder kunststoffen, natuurvezels of sterk papier (gemaakt volgens het "kraft proces"), maar ook leder en textiel. Vooral oudere mensen die verder moeten lopen, of mensen die zonder auto boodschappen doen, gebruiken vaak een boodschappentas op wielen, ook een boodschappentrolley of in het Vlaams een caddy genoemd. 
In de jaren zeventig en daarna gaf men in winkels met reclame bedrukte plastic tassen mee voor de gekochte producten. Eind jaren negentig begon men zich te realiseren dat het gratis weggeven van plastic boodschappentassen belastend is voor het milieu. De milieubelasting wordt veroorzaakt aan de productiekant door het gebruik van grondstoffen en energie en aan de andere kant door het afval dat overblijft. Een methode om verspilling tegen te gaan is de consumenten te laten betalen voor een tas. Dit leidt vaak tot hergebruik van tassen.

## Wetgeving plastic tassen

Wereldwijde wetgeving ter uitfasering van plastic tassen.
Plastic tassen verboden
Sommige plastic tassen kosten geld
Vrijwillige geldbijdrage
Gedeeltelijke geldbijdrage of verbod (gemeentelijk of regionaal niveau)

In meerdere landen in Afrika nam het milieuprobleem (visueel en vervuiling) als gevolg van rondzwervende plastic zakken zodanige vormen aan dat deze landen besloten ze te verbieden (2006). In plaats daarvan werd de bevolking aangespoord weer tassen, gevlochten van natuurvezels, te gebruiken. Dit was ook de gewoonte vóór het gebruik van plastic en zou ook werkgelegenheid scheppen.
Ook in sommige westerse landen zijn plastic zakken (of tassen) verboden. In Californië is dit het geval sinds 2014. Het gebruik van duurzaam materiaal en hergebruik van boodschappentassen wordt aanbevolen door milieuactivisten. Sommigen menen dat het afvoeren van verpakkingsmaterialen, waaronder ook de boodschappentassen, geen prioriteit heeft omdat dit afvalmateriaal, veelal polyethyleen, in energiecentrales kan worden gebruikt als brandstof. Dit materiaal is te beschouwen als gewenste brandstof, want bij verbranding worden er geen schadelijke stoffen geproduceerd. Het huishoudelijk afval zou door de toevoeging van de boodschappentassen een energetische meerwaarde krijgen.
In Nederland is per 1 januari 2016 de gratis plastic draagtas bij de toonbank verboden, tenzij noodzakelijk vanwege functionaliteit of voedselveiligheid, zie Besluit beheer verpakkingen 2014.
In België zijn er meerdere handelzaken die met milieu- of natuurverenigingen een overeenkomst hebben gesloten om dit afval uit het milieu te houden. Zij storten enkele eurocenten op de rekening van deze verenigingen voor elke klant die de winkel verlaat zonder deze wegwerptas.
Sinds 1 januari 2019 is het in Vlaanderen wettelijk verboden om gratis tasjes uit te delen in de retail. Concreter geldt deze regel enkel voor zakken met een dikte van 15 à 20  micrometer. Plastieken zakjes dunner dan 15 micrometer (die vaak gebruikt worden voor groente en fruit) alsook de zwaardere plastic tassen van meer dan 50 micrometer vallen niet onder deze maatregel. Daarnaast mogen bestaande voorraden lichte plastic draagtassen (15-50 micrometer) die werden aangekocht voor het nieuwe verbod, tot uiterlijk zes maanden na de inwerkingtreding van het verbod (17 december 2019) gratis worden uitgedeeld aan de consument.
In sommige winkels in bijvoorbeeld Engeland worden boodschappentassen gebruikt van een plasticmateriaal dat, blootgesteld aan lucht en ultraviolet licht, versneld afbreekt en zo minder schadelijk zou zijn voor het milieu.
In winkels in bijvoorbeeld Canada wordt de consument vaak gevraagd te kiezen tussen een papieren zak of een van plastic. De gedachte is dat deze consument dan een weloverwogen afweging maakt tussen (vermeende) milieubelasting of gebruiksgemak. Een papieren tas heeft echter ook effecten op het milieu, vooral aan de kant van de fabricage.